# Паскуал Марагаль
Паскуа́л Марага́ль (кат. Pasqual Maragall) (* 13 січня 1941 р., Барселона, Каталонія) — каталонський політичний діяч. З 20 грудня 2003 р. до 28 листопада 2006 р. був Президентом Жанаралітату Каталонії. Одружений, виховує двох дочок та сина.
Під час перебування Паскуала Марагаля на посаді мера Барселони, в цьому місті у 1992 р. було проведено Олімпіаду.